# Языки Бутана

Языки Бутана

В Бутане насчитывается 25 языка; все они относятся к сино-тибетской семье, кроме непали, относящегося к индоевропейской семье, и языка курух, который относится к дравидийской семье. Официальным языком в стране является дзонг-кэ, записываемый тибетским письмом. 
Бхотия говорят на различных тибетских диалектах, непальцы — соответственно, на диалектах непали. На западе страны превалирует язык дзонг-кэ, на востоке — множество восточно-бутанских языков, по поводу которых не существует чёткой классификации, основные из них — цангла, дзала-кха, кхенг-кха, бумтанг-кха.
Кроме того насчитывается около 10 языков, на которых говорят различные иммигрантские группы в Бутане. Из них наиболее широко представлен ассамский язык — на нём говорят около 109 тысяч иммигрантов. В число остальных входят: ади (2 100), бантава (19 200), восточный магар (21 300), восточный таманг, хинди (31 900), лимбу (63 500), сантали (13 600), шерпа (4 200), западный гурунг (43 300).

## Цангла
Цангла — один из основных сино-тибетских языков, распространённый в Бутане. На нём говорят около 156 000 человек. В Бутане на этом языке говорят 25-30 % населения. Этот язык является основным языком у народа шарчоб.

## Бумтанг
Бумтанг — также один из основных языков, который распространён в центральной части страны, в районе Бумтанг и некоторых соседних районах. Численность носителей составляет 36 500 человек (по данным на 2006 г.)

## Список языков Бутана
В таблице представлены данные по 25 языкам Бутана, все из которых являются живыми.
| Название          | Численность               | Семья           | Локализация                                       |
| ----------------- | ------------------------- | --------------- | ------------------------------------------------- |
| Адап              | —                         | Сино-тибетская  | Вангди-Пходранг                                   |
| Броккат           | 300 (1993)                | Сино-тибетская  | Бумтанг                                           |
| Брокпа-кэ         | 5 000 (2006)              | Сино-тибетская  | Трашиганг                                         |
| Бумтанг           | 36 500 (2006)             | Сино-тибетская  | Бумтанг, Тонгса                                   |
| Чали-кха          | 8 200 (2006)              | Сино-тибетская  | Монгар                                            |
| Чхокангака-кха    | 20 000 (1993)             | Сино-тибетская  | Монгар, Лхунце                                    |
| Дакпа-кха         | 1 000 (1993)              | Сино-тибетская  | Трашиганг                                         |
| Дзала-кха         | 68 400 (2006)             | Сино-тибетская  | Лхунце, Трашиянгце                                |
| Дзонг-кэ          | 160 000 (2006) (в Бутане) | Сино-тибетская  | Хаа, Паро, Пунакха                                |
| Гонгду            | 2 100 (2006)              | Сино-тибетская  | Монгар                                            |
| Кхенг-кха (кхенг) | 50 000 (2003)             | Сино-тибетская  | Жемганг, Монгар                                   |
| Курто-кха         | 10 000 (1993)             | Сино-тибетская  | Лхунце                                            |
| Курух             | 4 200 (2002) (в Бутане)   | Дравидийская    | —                                                 |
| Ла-кха            | 8 000 (1993)              | Сино-тибетская  | —                                                 |
| Лая-кха           | 1 100 (1993)              | Сино-тибетская  | Пунакха, Гаса, Тхимпху                            |
| Лепча             | 2 000 (2006) (в Бутане)   | Сино-тибетская  | Западные и южные долины                           |
| Лхокпу            | 2 500 (1993)              | Сино-тибетская  | Самце                                             |
| Лунана-кха        | 700 (1998)                | Сино-тибетская  | Пунакха                                           |
| Непали            | 265 000 (2006) (в Бутане) | Индоевропейская | Южные и центральные предгорья                     |
| Нупби-кха         | 2 200 (2006)              | Сино-тибетская  | Тонгса                                            |
| Ньен-кха          | 10 000 (1993)             | Сино-тибетская  | Тонгса                                            |
| Оле-кха           | 1 000 (1993)              | Сино-тибетская  | Деревни: Адха, Рукха, Ванглинг, Джангджи, Трумзур |
| Тибетский         | 4 800 (2006) (в Бутане)   | Сино-тибетская  | —                                                 |
| Цеку              | 6 400 (2006) (в Бутане)   | Сино-тибетская  | —                                                 |
| Цангла            | 157 000 (в Бутане)        | Сино-тибетская  | Восток и юго-восток Бутана                        |